# Список Героев Советского Союза (Краснодарский край)

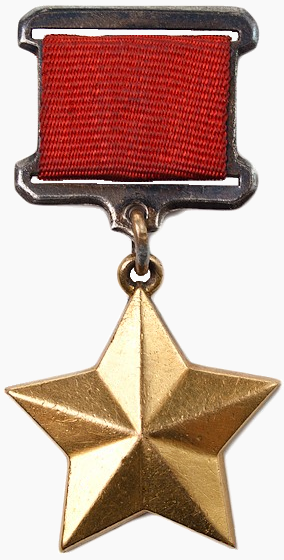
Медаль «Золотая Звезда» — вручалась Героям Советского Союза

В статье приводится список Героев Советского Союза, родившихся или живших на территории современного Краснодарского края и входившей в край Адыгейской автономной области.
В скобках — год присвоения звания Героя Советского Союза.

## Дважды Герои Советского Союза
1. Алексенко, Владимир Аврамович (19.04.1945) (29.06.1945)[1]
2. Головченко, Василий Иванович (1945) (Герой Соцтруда 1952)
3. Горбатко, Виктор Васильевич (1968, 1976)
4. Коккинаки, Владимир Константинович (1938, 1957)[2]
5. Савицкий, Евгений Яковлевич (1944, 1945)
6. Хрюкин, Тимофей Тимофеевич (1939, 1945)
7. Севастьянов, Виталий Иванович (1970, 1975)

## Герои Советского Союза
1. Малышев, Алексей Петрович  (1945)
2. Абрамов, Пётр Петрович (1948)
3. Авакян, Грант Арсенович (1946)
4. Адаменко, Иван Диомидович (1945)
5. Алисейко Владимир Титович (1944)
6. Андреев, Владимир Григорьевич
7. Андрухаев, Хусен Борежевич (1942)[3]
8. Артюх, Александр Андреевич (1944)
9. Афанасенко, Иван Прокофьевич (1945)
10. Ачмизов, Айдамир Ахмедович (1943)[4]
11. Бахчиванджи, Григорий Яковлевич (1973)
12. Бевз, Иван Васильевич (1965)
13. Белый, Спиридон Ефимович (1944)
14. Бельгин, Андрей Антонович (1943) посмертно
15. Бербетов, Иван Петрович (1945)
16. Березовой, Анатолий Николаевич (1982)[5]
17. Беспятов, Алексей Иванович (1944)
18. Бжигаков, Камчари Барокович (1945)[6]
19. Бовкун, Иван Михайлович (1944)
20. Бокий, Николай Андреевич (1943)
21. Бордунов, Алексей Николаевич (1945)
22. Бочарников, Георгий Алексеевич (1946)
23. Бражников, Александр Николаевич (1945)
24. Бреус, Степан Лаврентьевич (1944)
25. Булгаков, Андрей Алексеевич (1944)
26. Важинский, Александр Григорьевич (1945)
27. Вансецкий, Павел Федорович (1945)
28. Варенников, Валентин Иванович (1988)
29. Варфоломеев, Карп Петрович (1943)
30. Василенко, Константин Петрович (1945)
31. Вербин, Николай Николаевич (1945)
32. Ветров, Виктор Митрофанович (1945)
33. Визгалин, Иван Павлович (1943, посмертно)
34. Винник, Юрий Михайлович (1944)
35. Вишневский, Михаил Григорьевич (1945, посмертно)
36. Войтенко, Стефан Ефимович (194?)
37. Волосевич, Иван Иванович (1940)[7] До призыва в армию проживал в пос. Нефтегорске
38. Воробьёв, Николай Тимофеевич (1945)
39. Воровченко, Григорий Данилович (1944, посмертно)
40. Гаврилов, Иван Васильевич (1944)
41. Герасименко, Емельян Иванович (1944)
42. Герасименко, Михаил Корнеевич (1944)
43. Гераськин, Александр Иванович (1945)[8]
44. Гильдунин, Борис Константинович (1943)
45. Гизатуллин, Хамазан Гатауллович (1943)[9] (жил в Майкопе ААО)
46. Голенев, Степан Трофимович (1945)
47. Головань, Василий Никонович (194?)
48. Головко, Павел Федотович (1945)
49. Головня, Александр Антонович (1945)
50. Голубничий, Иван Поликарпович (1946)
51. Гонтарь, Константин Михайлович (1944)
52. Горбачев, Иван Петрович (1945)
53. Гореглядов, Владимир Степанович (1945)
54. Гореленко, Филипп Данилович (1940)
55. Горишний, Дмитрий Павлович (1946)
56. Гредин, Пётр Тимофеевич (1946)
57. Грецкий, Владимир Иванович (1943)
58. Григоров, Михаил Яковлевич (Григоров) (1945, посмертно)
59. Губа, Василий Александрович (1944)
60. Гуденко, Павел Гаврилович (1945)
61. Гудков, Олег Васильевич (1971)
62. Гусько, Алексей Васильевич (1946)
63. Гурьев, Михаил Николаевич (1945)[10] (жил в Майкопе ААО)
64. Данильченко, Виктор Иванович (1945)
65. Данькин, Андрей Федорович (1944)
66. Демьяненко, Илья Сергеевич (1945)
67. Денисов, Георгий Михайлович (1945)[11]
68. Денисов, Михаил Игнатьевич (1944)[12] с 1960 по 1970 годы жил и работал в Хадыженске.
69. Деркач, Фёдор Григорьевич (1943)
70. Долинский, Сергей Андреевич (1945)
71. Донцов, Максим Иванович (1945)
72. Донских, Иван Григорьевич (1945)[13] (жил и похоронен в Майкопе ААО)
73. Дробязко, Василий Иосифович (1944)
74. Дуб, Григорий Моисеевич (1945)
75. Евдокимов, Виктор Васильевич (1944)
76. Ерёменко, Иван Трофимович (1937)
77. Ермолаев, Василий Антонович ((25 августа 1944, посмертно))
78. Есауленко, Николай Савельевич (1945)
79. Жигуленко, Евгения Андреевна (23 февраля 1945 года)
80. Жидков, Иван Сергеевич (23.10.1943).
81. Жогин, Селиверст Евдокимович (10 января 1944 года)
82. Жуков, Пётр Константинович (1943)
83. Журавлев, Лаврентий Степанович (1945, посмертно)[14]
84. Заикин, Василий Александрович (1945)
85. Зайцев, Константин Фёдорович (1943)
86. Замула, Михаил Кузьмич (1944)
87. Захарченко, Павел Фёдорович (1943)
88. Зеленский, Гавриил Никитович (1943)
89. Зикран, Евгений Андреевич (1945)
90. Зуйков, Алексей Васильевич (24 марта 1945 года)[15] (жил в Майкопе ААО)
91. Зюзин, Дмитрий Васильевич (16.05.1944).
92. Иваненко, Василий Петрович (24 марта 1945 года)
93. Иванов, Николай Максимович (1944)[16]
94. Иванов, Николай Семёнович (1945)
95. Иващенко, Иван Тимофеевич (1948)
96. Игнатенко, Иван Игнатьевич (1944)
97. Игнатов, Гений Петрович (7 марта 1943 года)
98. Игнатов, Евгений Петрович (7 марта 1943 года)
99. Игнатьев, Михаил Трофимович (1943)[17] (жил в Майкопе ААО)
100. Ищенко, Николай Александрович (1943)[18]
101. Калганов, Иван Прокофьевич (1945)
102. Калиманов, Иван Еремеевич (1944)[19]
103. Калуцкий, Николай Васильевич (1945)
104. Кананадзе, Александр Георгиевич (1944)
105. Карандаков, Виктор Владимирович (1941)
106. Кашурин, Павел Иванович (1943)
107. Кащеева, Вера Сергеевна (1944)[20]с 1973 года жила и работала в Апшеронске. В 1975 г. похоронена в Апшеронске
108. Клюкин, Василий Степанович (1940)
109. Кобзарь, Яков Трофимович ((4 октября 1990, посмертно))
110. Ковалёв, Константин Федотович (1944)
111. Коваленко, Григорий Васильевич (1945)
112. Козиев, Анатолий Гаврилович (1944)
113. Коккинаки, Константин Константинович (1964)
114. Кокора, Семён Васильевич (1945)
115. Колесник, Василий Васильевич (1980)
116. Колесников, Иван Степанович (1944)
117. Колесников, Николай Данилович (1944)
118. Колованов, Иван Васильевич (1945)
119. Кольцов, Иван Пантелеевич (1943)[21]
120. Кольцов, Павел Фёдорович (1943)[22] (жил в Майкопе ААО)
121. Компаниец, Алексей Петрович (1945)
122. Коркоценко, Дмитрий Игнатьевич (1946)
123. Корнев, Александр Степанович (1944)
124. Корницкий, Михаил Михайлович (1943, посмертно)
125. Короленко, Григорий Федотович (1944)
126. Короткий, Николай Андреевич (1945)
127. Коротков, Михаил Иванович (1943)
128. Костин, Виктор Иосифович (1945)
129. Костырина, Татьяна Игнатовна (16 мая 1944 года, посмертно)
130. Котляр, Иван Фёдорович (1945)
131. Котов, Александр Александрович (1944)
132. Котов, Иван Ильич (1945)
133. Кошев, Алий Юсуфович (13 сентября 1944 года)
134. Кошевой, Фёдор Алексеевич (1945)
135. Кравченко, Андрей Ильич (1945)
136. Кравченко, Фёдор Иосифович (1945)
137. Кривенко, Николай Александрович (1943)[23]
138. Кривонос, Александр Владимирович (1944)
139. Крупский, Павел Филиппович (1943, посмертно)
140. Кузенко, Геннадий Артёмович (1945)
141. Кузуб, Павел Степанович (22 февраля 1944 года, посмертно)
142. Кулешов, Анатолий Афанасьевич (1945)
143. Куликов, Николай Иванович (1945)
144. Купин, Фёдор Николаевич (24 марта 1945 года)
145. Кутенко, Николай Васильевич (1945)[24]
146. Кутинов, Иван Абрамович (1945)
147. Крюков, Николай Васильевич (1941)[25] (похоронен в станице Дагестанской ААО)
148. Лавриненко, Дмитрий Фёдорович (5 мая 1990, посмертно)
149. Лазаренко, Иван Сидорович (21.07.1944, посмертно)
150. Лаухин, Александр Кириллович (1943)[26]
151. Лиморенко, Александр Парамонович (1944)[27]
152. Линник, Михаил Васильевич (1944)
153. Литвиненко, Пётр Степанович (1945)
154. Литвиненко, Семён Самойлович (1943)
155. Литвинов, Владимир Иванович (1945)[28]
156. Литвинов, Павел Семёнович (1943)
157. Лобов, Георгий Агеевич (194?)
158. Лозов, Василий Савельевич (1943)[29]
159. Лозуненко, Алексей Андреевич (1944)
160. Лойко, Григорий Антонович (1943)
161. Лубянецкий, Иван Федосеевич (1943, посмертно)
162. Лузан, Фёдор Афанасьевич (1943, посмертно)
163. Лысов, Михаил Сергеевич (1943)
164. Ляпидевский, Анатолий Васильевич (1934)
165. Лях, Борис Митрофанович (1944)[30]
166. Лях, Даниил Пантелеевич (1943)[31]
167. Макаренко, Алексей Иосифович (1943)[32] (жил в Майкопе ААО)
168. Манукян, Акоп Балабекович (1946)
169. Марков, Владимир Александрович (1945)
170. Мартусенко, Михаил Стефанович (1943)
171. Мартыненко, Михаил Петрович (1945)
172. Мелетян, Арутюн Рубенович (1945)
173. Мелконян, Андрей Хачикович (1944)
174. Мироненко, Иосиф Акимович (1943)
175. Мирошниченко, Дмитрий Григорьевич (1944)
176. Михайлашев, Николай Афанасьевич (1944)
177. Михайличенко, Павел Арсентьевич (1944)
178. Михайлов, Николай Матвеевич (1945)
179. Михалько, Василий Пимонович (1944)
180. Мищенко, Иван Васильевич (1945)
181. Москаленко, Георгий Васильевич (1942)
182. Мурадян, Андраник Акопович (1943)
183. Нагульян, Мартирос Карапетович (18 августа 1945 года посмертно)
184. Назаренко, Александр Константинович (1945)
185. Назаренко, Павел Иванович (24 марта 1945 года посмертно)
186. Наливайко, Владимир Георгиевич (1945)
187. Невкипелый, Георгий Терентьевич (24 февраля 1942 года посмертно)
188. Немудрый, Иван Константинович (1945)
189. Нестеренко, Григорий Карпович (1943)
190. Нестеров, Иван Наумович (1943)
191. Нехай, Даут Ереджибович (1945)[33]
192. Оберемченко, Николай Васильевич (1945)
193. Ободовский, Василий Григорьевич (1945)
194. Ольховиков, Александр Васильевич (1984)
195. Остапенко, Андрей Николаевич (1944)[34]
196. Остапенко, Иван Григорьевич (1945)[35]
197. Павлюченко, Иван Васильевич (26 октября 1944 года посмертно)
198. Падалко, Борис Михайлович (18 августа 1945 года)
199. Пархоменко, Николай Кириллович (1943)
200. Пащенко, Иван Васильевич (1945)
201. Пелипенко, Владимир Спиридонович (1945)
202. Передерий, Иосиф Антонович (1945)
203. Першин, Константин Тимофеевич (1943)
204. Петренко, Василий Васильевич (21 марта 1940 года посмертно)
205. Петров, Алексей Васильевич (24 марта 1945 года посмертно)
206. Печерица, Александр Яковлевич (27 февраля 1945 года)
207. Пешаков, Александр Степанович (1945)
208. Пигида, Николай Евстафьевич (1943)
209. Пикалов, Владимир Карпович (24.12.1986)
210. Пищикевич, Борис Тарасович (30 октября 1943 года)
211. Пода, Павел Андрианович (18 мая 1943 года, посмертно)
212. Поздняков, Алексей Петрович (1943)
213. Полевой, Павел Гордеевич (1944)
214. Поликахин, Илья Иванович (1945)[36].
215. Половец, Иван Кузьмич (1944)
216. Помещик, Василий Иванович (1945)
217. Примак, Николай Алексеевич (25 октября 1943 года, посмертно)
218. Пуха, Николай Тимофеевич (1945)
219. Пущин, Михаил Николаевич (1945)
220. Райлян, Александр Максимович (1988)
221. Ровенский, Василий Григорьевич (1945)[37] Жил в Хадыженске и в Сочи. Похоронен в Сочи
222. Рогачев, Михаил Кириллович (28 апреля 1945 года)
223. Роман, Сергей Демьянович (24 марта 1945 года посмертно)
224. Рулёв, Иван Филиппович (1944)
225. Русин, Иван Фёдорович (1944)
226. Рыбин, Иван Петрович (посмертно 24 августа 1943 года)
227. Рыжов, Василий Кузьмич (1944)
228. Сапунов, Николай Андреевич (1944)[38] (жил в Майкопе ААО)
229. Сафонов, Илья Моисеевич (1944)
230. Сахненко, Михаил Сидорович (194?)
231. Свердликов, Григорий Иванович (1944)
232. Селютин, Аркадий Михайлович (1944)
233. Семеняко, Павел Иванович (1945)
234. Сердюков, Семён Павлович (26 октября 1943 года)
235. Середа, Константин Георгиевич (1945)
236. Сериков, Иван Константинович (24 декабря 1943 года, погиб в бою)
237. Серов, Владимир Георгиевич (2 августа 1944 года (посмертно))
238. Сидоренко, Григорий Семенович (1944)
239. Силантьев, Николай Андреевич (19 апреля 1945 года)[39]
240. Ситник, Григорий Степанович (1944)
241. Скворцов, Дмитрий Данилович (1945)[40] (жил в ст. Келермесской ААО)
242. Славянский, Иван Павлович (1944)[41] Жил в ст. Апшеронской
243. Сноплян, Амаяк Артынович (1945)
244. Соболев, Семён Григорьевич (1944)
245. Сорока, Алексей Прокофьевич (1944)[42]
246. Сорокин, Георгий Александрович (24 марта 1945 года, погиб в бою)
247. Соснов, Алексей Андреевич (3 июня 1944 года, посмертно)
248. Стариков, Дмитрий Александрович (1944)
249. Стариковский, Александр Степанович (1945)[43] (жил в Майкопе ААО)
250. Степаненко, Павел Никитович (194?)
251. Степаненко, Пётр Игнатьевич (1945)[44].
252. Степанов, Александр Михайлович (1945)
253. Стрельников, Василий Поликарпович (1945)
254. Стрюков, Андрей Георгиевич (3 июня 1944 года)
255. Суворов, Степан Васильевич (1942)[45] Погиб и похоронен в Краснодарском крае
256. Сулин, Семён Илларионович (1945)
257. Сухов, Николай Дмитриевич (1944)
258. Тамбиев, Владимир Григорьевич (22 февраля 1944 года)
259. Тарановский, Василий Яковлевич (1945)
260. Тарасевич, Владимир Адамович (1944)
261. Тарасенко, Павел Евдокимович (1943)
262. Тихонов, Борис Николаевич (1946)
263. Ткаченко, Григорий Трофимович (1945)
264. Толстых, Василий Павлович (1945)
265. Топорков, Андрей Дмитриевич (1945)[46] (жил в Майкопе ААО)
266. Тушев, Иван Тимофеевич (1944)[47]
267. Тхагушев, Исмаил Халялович (1943)[48]
268. Тюков, Владимир Михайлович (1944)[49]
269. Ушанев, Сергей Михайлович (1945)
270. Харламов, Георгий Николаевич (31 мая 1945 года, посмертно)
271. Хаустов, Григорий Павлович (1989)
272. Ходенко, Николай Иванович (1944)
273. Ходосов, Николай Яковлевич (24 марта 1945 года)
274. Хорь, Николай Михайлович (1945)
275. Хребто, Семён Григорьевич (1945)
276. Цветков, Василий Фёдорович (1945)[50](жил в Майкопе ААО).
277. Целых, Сергей Васильевич (13 сентября 1944 года, посмертно)
278. Чалов, Павел Иванович (6 марта 1945 года)[51]
279. Чапичев, Яков Иегудович (27 июня 1945 года, посмертно)
280. Челядинов, Дмитрий Алексеевич (16 мая 1944 года, (посмертно))
281. Черников, Михаил Васильевич (7 апреля 1940 года)
282. Чёрный, Григорий Александрович (17 октября 1943 года)
283. Черцов, Андрей Ефимович (1944)
284. Чечётко, Николай Карпович (1944)
285. Чибисов, Юрий Васильевич (1944)
286. Чигрин, Григорий Матвеевич (1945)
287. Чуприна, Григорий Трофимович (1945)
288. Чуц, Абубачир Батырбиевич (1945, посмертно)[52]
289. Чучвага, Иван Иванович (1944)[53]
290. Шабанов, Иван Герасимович (1944, посмертно)
291. Шалжиян, Михаил Михайлович (1943)
292. Шапошников, Яков Фёдорович (1943)
293. Шатило, Ким Дмитриевич (1944)[54]
294. Шевкунов, Анатолий Константинович (1944)[55]
295. Шмаровоз, Григорий Степанович (1944)
296. Шпак, Кузьма Викторович (1945, посмертно)
297. Штанев, Яков Иванович (1948)
298. Шульженко, Леонид Владимирович (1949)
299. Шумаков, Георгий Евгеньевич (1945)
300. Щедрин, Григорий Иванович (1944)
301. Юдин, Николай Лукьянович (1945)[56] (жил в Майкопе ААО)
302. Языджан, Давид Мисакович (1945)
303. Яковченко, Иван Ефимович (1945)[57]
304. Якубин, Иван Максимович (8 сентября 1945 года, посмертно)

## Лишённый звания Героя Советского Союза
| № п/п | Фото | Фамилия Имя Отчество        | Даты жизни | Дата Указа (присв.) | Дата Указа (лиш.) | Причины | Стр. на сайте «Герои страны» |
| ----- | ---- | --------------------------- | ---------- | ------------------- | ----------------- | --- | ---------------------------- |
| 1     |      | Пасюков Владимир Алексеевич | 1925-1967  | 17.11.1943          | 11.03.1949        | 18 августа 1947 года военным трибуналом Ростовского гарнизона осуждён по ст. 193-2 (неисполнение приказа), ст. 193-7 (самовольная отлучка), ст. 193 п.а (оскорбление насильственным действием подчиненным начальника) и ст. 74 ч.2 (хулиганство) УК РСФСР по совокупности статей на 7 лет лишения свободы. | 15397                        |